# Indische panter
De Indische panter (Panthera pardus fusca) is een ondersoort van de luipaard die voorkomt op het het Indiase subcontinent.

## Verspreiding en leefgebied
De Indische panter komt voor in India, Nepal, Bhutan en delen van Pakistan. Bhangladesh heeft geen levensvatbare luipaardenpopulatie, maar af en toe worden ze waargenomen in de bossen van Sylhet, Chittagong Hill Tracts en Cox's Bazar. Het Indische luipaard woont in tropische regenwouden, droge loofbossen, gematigde bossen en noordelijke naaldbossen, maar komt niet voor in de mangrovebossen van de Sundarbans.
Achterindische panter (P. p. delacouri) · Indische panter (P. p. fusca) · Sri Lankaanse panter (P. p. kotiya) · Javaanse panter (P. p. melas) · Arabische luipaard (P. p. nimr) · Amoerpanter (P. p. orientalis) · Afrikaanse luipaard (P. p. pardus) · Perzische panter (P. p. saxicolor) · Anatolische panter (P. p. tulliana)
1. ↑  (en) Indische panter op de IUCN Red List of Threatened Species.